# ユーグ9世・ド・リュジニャン
ユーグ9世・ド・リュジニャン（フランス語：Hugues IX de Lusignan, 1163/8年 - 1219年11月5日）は、リュジニャン領主、ラ・マルシュ伯。

## 生涯
ユーグ9世はユーグ8世・ド・リュジニャンの孫である。父ユーグ（1141年ごろ没）は1164年よりリュジニャンの共治領主となり、1162年以前または1167年ごろにオーレンガルド・デクソダン（1169年没）と結婚した。ユーグ9世は1172年にリュジニャン領主、1190年代にクエとシャトー＝ラルシェの領主となり、祖父の死によりユーグ4世としてラ・マルシュ伯位を継承した。ユーグ9世は第5回十字軍において1219年11月5日にダミエッタ包囲戦で戦死した。
ユーグ9世は、吟遊詩人ガウセルム・ファイデットの2つの詩において、「Maracdes」（エメラルド）という名で言及されている。

## 結婚と子女
最初の妃はおそらく、ピエール2世・ド・プルイリーとアエノール・ド・モレオンの娘アガート・ド・プルイリーであった。この結婚は1189年に解消された。
- ユーグ10世（1183/95年 - 1249年） - イザベル・ダングレームと結婚[2]
- アガート - 1220年ごろにポンス領主ジョフロワ5世と結婚

1200年ごろにアングレーム伯ヴュルグラン3世の娘マティルド・ダングレーム（1181年 - 1233年）と結婚した。